# Vista-Klasse (2001)
Die Vista-Klasse ist eine Baureihe von Panamax-Kreuzfahrtschiffen, die für das britisch-amerikanische Kreuzfahrtunternehmen Carnival Corporation & plc entwickelt wurde. Zwischen 2001 und 2010 wurden elf Schiffe an verschiedenen Standorten des italienischen Schiffbaukonzerns Fincantieri gebaut, zunächst ausschließlich für die Holland-America Line. Heute sind Schiffe der Vista-Klasse bei vier unterschiedlichen Konzernmarken im Einsatz, entweder im Original-Design oder als Weiterentwicklung bzw. Anpassung an die besonderen Anforderungen der jeweiligen Marke.
Die Klassenbezeichnung Vista geht auf den spanischen oder italienischen Ausdruck für „Blick“, „Sicht“, „Perspektive“ zurück und nimmt Bezug auf die großzügigen Glasflächen und die hellen Innenräume. Das Design ermöglicht direkten Meerblick bei 85 Prozent der Kabinen. 67 Prozent der Kabinen verfügen auch über einen Balkon und entsprechen damit der bei Gästen beliebtesten Kategorie.

## Gemeinsame Merkmale und Varianten
Während Kreuzfahrtschiffe einer Bauklasse sich häufig nur in Details voneinander unterscheiden, entwickelten sich bei der Vista-Klasse im Laufe der Zeit mehrere Versionen. Die bisher gebauten Schiffe unterscheiden sich sowohl in der Rumpflänge und der Bruttoraumzahl (BRZ), als auch in der Technik, Gestaltung und Ausstattung.
In seinen Grundzügen lässt sich der Entwurf auf die Schiffe der Spirit-Klasse zurückführen, die zwischen 1999 und 2004 im Auftrag der amerikanischen Carnival Corporation bei der finnischen Werft Kvaerner Masa Yards AB gebaut wurden, der heutigen Meyer Turku Oy. Zu den Gemeinsamkeiten der beiden Bauklassen zählen vor allem die Panamax-konforme Rumpfbreite von 32,20 m und der Antrieb über jeweils zwei Propellergondeln des Typs ABB Azipod mit einer Gesamtleistung von 35,24 MW. Die Antriebsanlagen sind mit 4-Blatt-Festpropellern ausgerüstet und ermöglichen eine Geschwindigkeit von bis zu 24 Knoten. Stromversorgungs- und -verteilersysteme, Schiffsautomation sowie die beiden Antriebsanlagen wurden von ABB konzipiert, entwickelt und gebaut.
Typschiff der Vista-Klasse ist die Zuiderdam, die Ende 2002 für die Premium-Marke Holland-America Line in Dienst gestellt wurde.

### Vista-Klasse

#### Geschichte
Die Zuiderdam, als erstes Schiff der Vista-Klasse, wurde am 18. April 2001 mit der Baunummer 6075 bei Fincantieri in Marghera auf Kiel gelegt. Am 14. Dezember 2001 folgte mit der Flutung des Baudocks der technische Stapellauf und im Dezember 2002 die Indienststellung für Holland-America Line. Im Juli 2003 folgten die Oosterdam und im April 2004 die Westerdam, die ebenfalls in Marghera für die Holland-America Line gebaut wurden. Mit einer Länge von 285,30 m war die Zuiderdam zum Zeitpunkt der Indienststellung das größte Schiff der Flotte.
Im Jahr 2002 bestellte die Carnival Corporation bei Fincantieri ein weiteres Kreuzfahrtschiff der Vista-Klasse. Zunächst war geplant, es bei Holland-America Line als Noordam in Dienst zu stellen. Dann entschied sich das Unternehmen noch während der Bauphase, den modifizierten, auf 289,90 m verlängerten Rumpf mit der Werftnummer 6078 an die Cunard Line zu transferieren und als Queen Victoria in Fahrt zu bringen. Nach der Kiellegung am 12. Juli 2003 kam es jedoch zu zahlreichen Umstrukturierungen infolge der Fusion der zunächst rein amerikanischen Carnival Corporation mit der Kreuzfahrtsparte der britischen P&O zum heutigen Weltmarktführer Carnival Corporation & plc. Schließlich fiel auf Initiative von Cunard Line Mitte 2004 die Entscheidung, den Rumpf als Arcadia für die britische P&O Cruises fertigzustellen. Das Schiff wurde am 12. April 2005 getauft und in Dienst gestellt.
Das letzte Schiff der ursprünglichen Vista-Klasse, die Noordam, wurde am 22. Februar 2006 mit der Taufe in New York wieder für Holland-America Line in Dienst gestellt.
Um beim Bau der späteren Queen Victoria (Baunummer 6127) ein zur Tradition der Cunard Line passendes äußeres Erscheinungsbild umsetzen zu können, modifizierte die Werft den Vista-Entwurf erneut. Der Rumpf des Schiffes wurde verstärkt und um weitere fünf Meter verlängert, wodurch die Panamax-Spezifikation komplett ausgeschöpft wurde. Die Kiellegung fand am 19. Mai 2006 auf der Werft in Marghera bei Venedig statt, die Übergabe an Cunard erfolgte am 24. November 2007.

#### Maschinenanlage
Das charakteristische Merkmal der von der Holland-America Line eingesetzten Vista-Klasse-Schiffe sind die beiden schlanken, hintereinander angeordneten Schornsteine. Da die Schiffe auch in Fahrtgebieten mit strengen Umweltauflagen (z. B. Gewässer um Alaska) eingesetzt werden, wurde neben drei 16-Zylinder- und zwei 12-Zylinder-V-Motoren der Baureihe Sulzer ZA40S auch eine Gasturbine des Typs General Electric LM2500 installiert. Die Gasturbine ist zusammen mit den beiden 12-Zylinder-Motoren im vorderen der beiden Maschinenräume installiert. Die Gesamtleistung der Maschinenanlage beträgt 65.840 kW, wobei 14 MW von der Gasturbine erbracht werden. In der Regel werden die Schiffe mit den Dieselgeneratoren betrieben, die Gasturbine kommt lediglich in Fahrtgebieten mit erhöhten Umweltauflagen zum Einsatz.
Bei der Arcadia, die unter Baunummer 6078 für P&O Cruises fertiggestellt wurde, sowie bei der Queen Victoria verzichtete Carnival auf die Gasturbine.

#### Ausstattung
Die vier Schiffe der originären Vista-Klasse sind bei einer Rumpflänge von 285,3 m mit etwa 82.300 BRZ vermessen. Bei Doppelbelegung der Kabinen bieten sie auf elf öffentlich zugänglichen Decks Kapazität für 1.900 Passagiere (43,3 BRZ/Passagier). Die Bordeinrichtungen umfassen vier Restaurants, diverse Bars und Lounges, einen Theatersaal im vorderen Bereich des Rumpfs sowie einen Wellness-Bereich und Einkaufsmöglichkeiten. Eine Besonderheit der Schiffe sind die vier mittschiffs angeordneten außenliegenden Panorama-Aufzüge.
An der charakteristischen Form ihres Schornsteins lässt sich auch heute noch erkennen, dass die Arcadia ursprünglich für den Einsatz bei der Cunard Line vorgesehen war. Abgesehen von ihrem verlängerten Rumpf unterscheidet sie sich hinsichtlich der Passagierkapazität und der Deckaufteilung aber nur geringfügig von den anderen Schiffen der Vista-Klasse und bietet auf elf Decks Platz für 2.000 Passagiere bei einem Raumverhältnis von 41,5 BRZ/Passagier.
Mit 90.049 BRZ und einer Länge von 294 Metern ist die Queen Victoria der Cunard Line das größte Schiff der modifizierten Vista-Klasse. Sie verfügt über 995 Kabinen; bei Doppelbelegung ergibt sich ein großzügiges Raumverhältnis von 45,1 BRZ/Passagier. Neben der weiteren Verlängerung des Rumpfs wurden die Aufbauten um ein weiteres Deck aufgestockt und mit aufwendiger Ausstattung speziell für den britischen Kreuzfahrtmarkt versehen. Die außenliegenden Aufzüge wurden ins Innere verlegt, um im frei gewordenen Bereich mittschiffs großzügig dimensionierte Kabinen und Suiten realisieren zu können. Auch die Raumaufteilung innerhalb des Rumpfs unterscheidet sich deutlich vom ursprünglichen Vista-Entwurf. Eine Besonderheit des Schiffes ist die Zwei-Klassen-Auslegung („Britannia-Class“ und die höherwertige „Grill-Class“).

### Signature-Klasse

#### Geschichte
Aufgrund des großen Erfolgs der ersten vier Vista-Klasse-Schiffe, bestellte Carnival Corporation & plc zwei weitere, überarbeitete und modernisierte Schiffe, die - entsprechend dem Werbespruch der Holland-America Line als Premiummarke „A Signature of Excellence“ - als Signature-Klasse bezeichnet werden. Der Stapellauf des ersten Schiffs mit der Baunummer 6149 erfolgte am 27. September 2007 in Marghera. Nach der Übergabe am 16. Juni 2008 wurde der Neubau am 27. Juli 2008 durch Königin Beatrix getauft und anschließend als Eurodam in Dienst gestellt. Zu diesem Zeitpunkt war sie das größte Schiff, das für Holland-America Line gebaut und in Fahrt gebracht wurde.
Das Aufschwimmen der baugleichen Nieuw Amsterdam erfolgte am 30. Oktober 2009 ebenfalls in Marghera. Das Schiff wurde am 2. Juli 2010 abgeliefert und zwei Tage später als neues Flaggschiff in Dienst gestellt.

#### Maschinenanlage
Mit den Schiffen der Signature-Klasse wurde die Maschinenanlage einer grundlegenden Modernisierung unterzogen. Die fünf Motoren des älteren Sulzer-Typs wurden durch sechs neuentwickelte Dieselmotoren von Caterpillar-MaK ersetzt. Die beiden Achtzylinder-Reihen- und die vier 12-Zylinder-V-Motoren der Baureihe M43C leisten zusammen 64.000 kW. Die elektrischen Anlagen wurden entsprechend angepasst.

#### Ausstattung
Die Schiffe der Signature-Klasse verfügen über elf Passagierdecks und bieten Kapazität für ca. 2.100 Passagiere. Sie basieren auf dem 285,3 m langen Rumpf der Vista-Klasse, unterscheiden sich jedoch durch die Ausdehnung und Gestaltung der beiden oberen Decks. Dort wurden 56 weitere Kabinen sowie ein neues, mittschiffs gelegenes Restaurant eingerichtet. Bei einer Vermessung von ca. 86.000 BRZ ergibt sich für die Signature-Klasse ein Raumverhältnis von 41 BRZ/Passagier.

### Hybrid Vista-/Spirit-Klasse

#### Geschichte
Die beiden Schiffe der für die italienische Reederei Costa Crociere entwickelten Hybrid Vista-/Spirit-Klasse sind mit einer Vermessung von knapp 93.000 BRZ die größten Varianten der Bauklasse. Die Kiellegung der Costa Luminosa fand am 5. Oktober 2007 in Marghera statt. Sie wurde im Mai 2009 in Dienst gestellt. Das Schwesterschiff Costa Deliziosa wurde auf der Fincantieri-Werft in Ancona auf Kiel gelegt und im Juli 2008 zur Fertigstellung nach Marghera geschleppt. Das Aufschwimmen im Dock erfolgte im März 2009, die Indienststellung im Februar 2010.
Das vorerst letzte Schiff der Hybrid Vista-/Spirit-Klasse ist die Queen Elizabeth der Cunard Line. Der Bauvertrag wurde im Oktober 2007 unterzeichnet. Die Kiellegung der Baunummer 6187 erfolgte am 2. Juni 2009 in Monfalcone. Die Flutung des Docks - der technische Stapellauf - fand am 5. Januar 2010 statt. Das Schiff wurde Anfang Oktober 2010 in Dienst gestellt. Die Queen Elizabeth ist mit einer Vermessung von 90.901 BRZ das zweitgrößte Schiff, das jemals für die Cunard Line erbaut wurde.

#### Maschinenanlage
Ebenso wie bei der Signature-Klasse kommen auch bei den Schiffen der Hybrid Vista-/Spirit-Klasse zwei Achtzylinder-Reihenmotoren und vier 12-Zylinder-V-Motoren des Typs Caterpillar-MaK M43C mit einer Gesamtleistung von 64.000 kW zum Einsatz.
Als erstes italienisches Kreuzfahrtschiff wurde die Costa Deliziosa mit der Technik für Landstromversorgung ausgerüstet. Damit kann sie während der Liegezeiten in dafür ausgerüsteten Häfen von der Landseite mit elektrischer Energie versorgt werden.

#### Ausstattung
Die Decksgrundrisse der Hybrid Vista-/Spirit-Klasse weisen Parallelen zur modifizierten Vista-Klasse auf, sind jedoch mit 12 Passagierdecks ausgestattet, die entsprechend den Anforderungen der Reedereien unterschiedlich ausgestaltet wurden. Auf der Queen Elizabeth sind von den 1.046 Kabinen 71 Prozent mit Balkonen ausgestattet. Das Raumverhältnis beträgt 43,5 BRZ/Passagier. Wie alle Schiffe der Reederei ist auch die Queen Elizabeth für zwei Klassen konzipiert („Britannia-Class“ und „Grill-Class“).
Die beiden für Costa Crociere gebauten Schiffe verfügen über jeweils 1.130 Kabinen mit einem Anteil von Balkonkabinen von etwa 59 Prozent. Das Raumverhältnis liegt zwischen 41 und 32,8 BRZ/Passagier.

### Vergleichbare Bauklassen
- Spirit-Klasse (ca. 85.900 BRZ, Carnival Cruise Lines, Bauwerft: Kvaerner Masa Yards AB)
- Radiance-Klasse (ca. 90.100 BRZ, Royal Caribbean International, Bauwerft: Meyer Werft)
- Coral-Klasse (ca. 91.600 BRZ, Princess Cruises, Bauwerft: Chantiers de l’Atlantique)
- Musica-Klasse (ca. 92.400 BRZ, MSC Crociere, Bauwerft: Chantiers de l’Atlantique)
- Jewel-Klasse (ca. 93.000 BRZ, Norwegian Cruise Line, Bauwerft: Meyer Werft)

## Schiffe
| Name                           | Baunummer    | IMO-Nr.      | Ablieferung  | Vermessung   | Eigner               | Status/Verbleib                                                               |
| Vista-Klasse                   | Vista-Klasse | Vista-Klasse | Vista-Klasse | Vista-Klasse | Vista-Klasse         | Vista-Klasse                                                                  |
| ------------------------------ | ------------ | ------------ | ------------ | ------------ | -------------------- | ----------------------------------------------------------------------------- |
| Zuiderdam                      | 6075         | 9221279      | Dez. 2002    | 82.305 BRZ   | HAL Antillen NV      | Typschiff in Dienst für Holland-America Line                                  |
| Oosterdam                      | 6076         | 9221281      | Juli 2003    | 82.305 BRZ   | HAL Antillen NV      | in Dienst für Holland-America Line                                            |
| Westerdam                      | 6077         | 9585285      | April 2004   | 82.348 BRZ   | HAL Antillen NV      | in Dienst für Holland-America Line                                            |
| Arcadia                        | 6078         | 9226906      | März 2005    | 83.781 BRZ   | Carnival Corp. & plc | modifizierte Vista-Klasse in Dienst für P&O Cruises                           |
| Noordam                        | 6079         | 9230115      | Feb. 2006    | 82.318 BRZ   | HAL Antillen NV      | in Dienst für Holland-America Line                                            |
| Queen Victoria                 | 6127         | 9320556      | Nov. 2007    | 90.049 BRZ   | Carnival Corp. & plc | modifizierte Vista-Klasse in Dienst für Cunard Line                           |
| Signature-Klasse               |              |              |              |              |                      |                                                                               |
| Eurodam                        | 6149         | 9378448      | Juni 2008    | 86.273 BRZ   | HAL Antillen NV      | in Dienst für Holland-America Line                                            |
| Nieuw Amsterdam                | 6181         | 9378450      | Juni 2010    | 86.273 BRZ   | HAL Antillen NV      | in Dienst für Holland-America Line                                            |
| Hybrid Spirit-/Vista-Klasse    |              |              |              |              |                      |                                                                               |
| → Hauptartikel : Spirit-Klasse |              |              |              |              |                      |                                                                               |
| Carnival Luminosa              | 6155         | 9398905      | April 2009   | 92.720 BRZ   | Carnival Corporation | in Dienst für Carnival Cruise Line bis 2022 Costa Luminosa bei Costa Crociere |
| Costa Deliziosa                | 6164         | 9398917      | Jan. 2010    | 92.720 BRZ   | Costa Crociere       | in Dienst für Costa Crociere                                                  |
| Queen Elizabeth                | 6187         | 9477438      | Sept. 2010   | 90.901 BRZ   | Cunard Line          | in Dienst für Cunard Line                                                     |

## Galerie

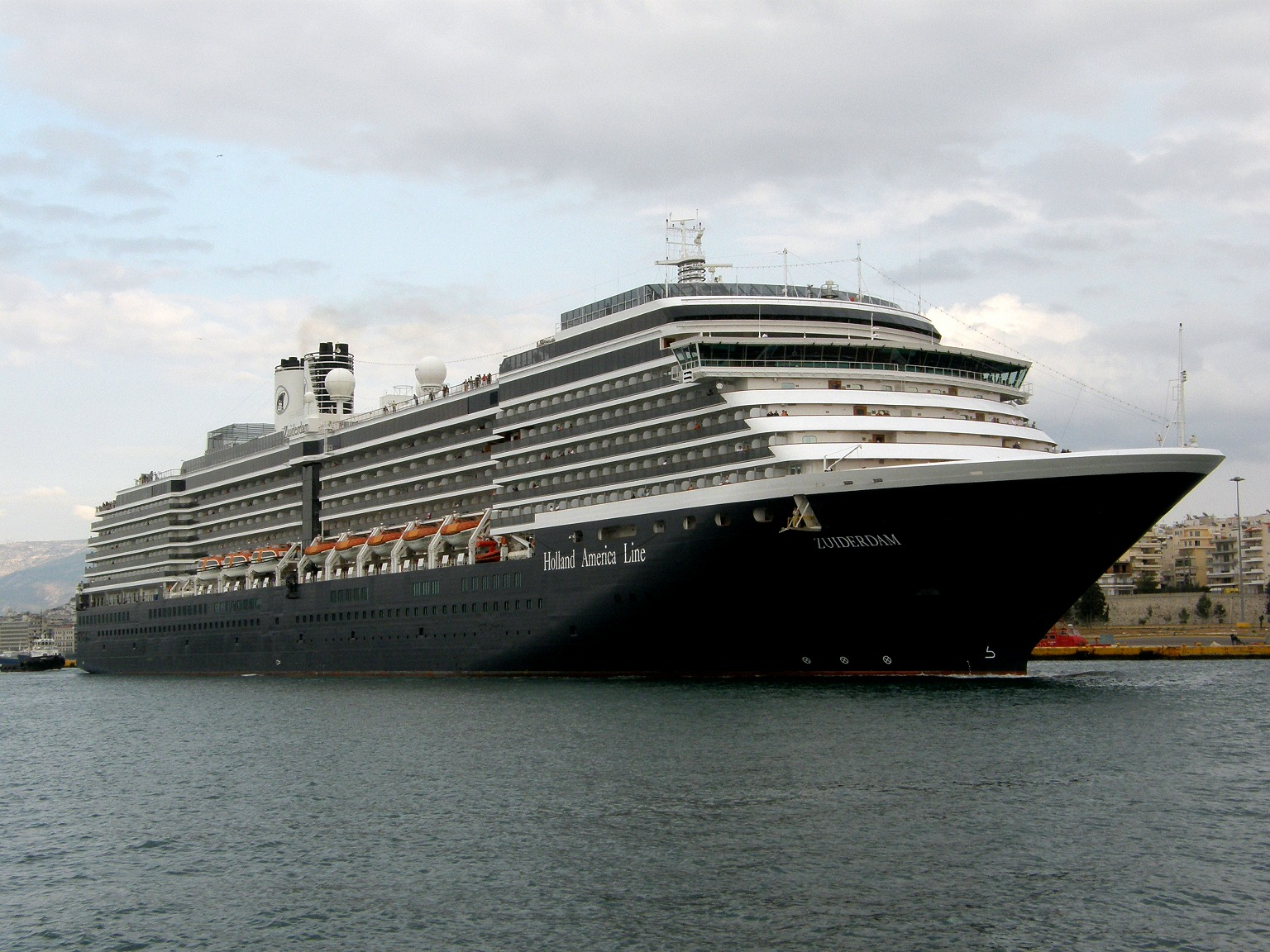
Zuiderdam (Holland-America Line)
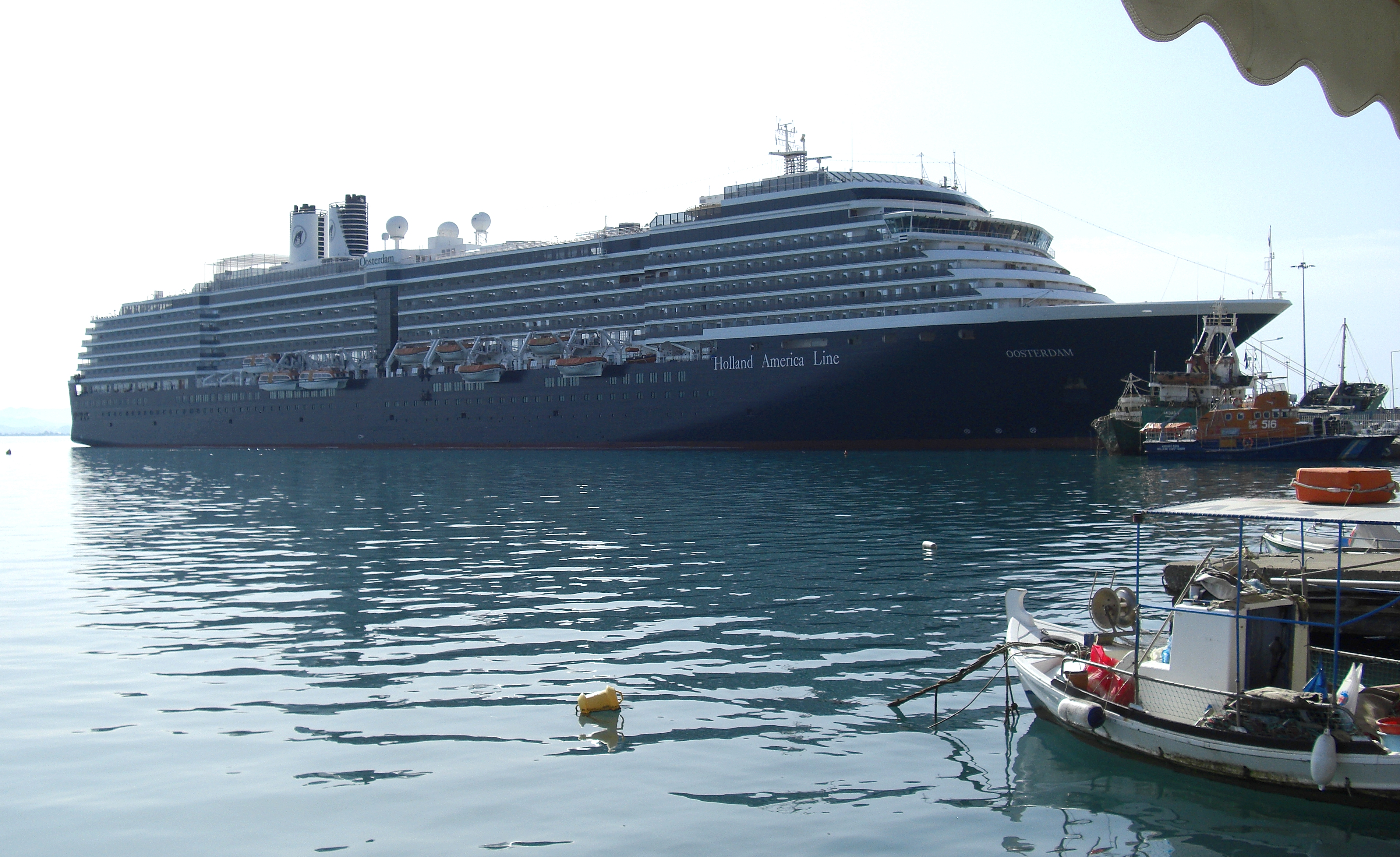
Oosterdam (Holland-America Line)
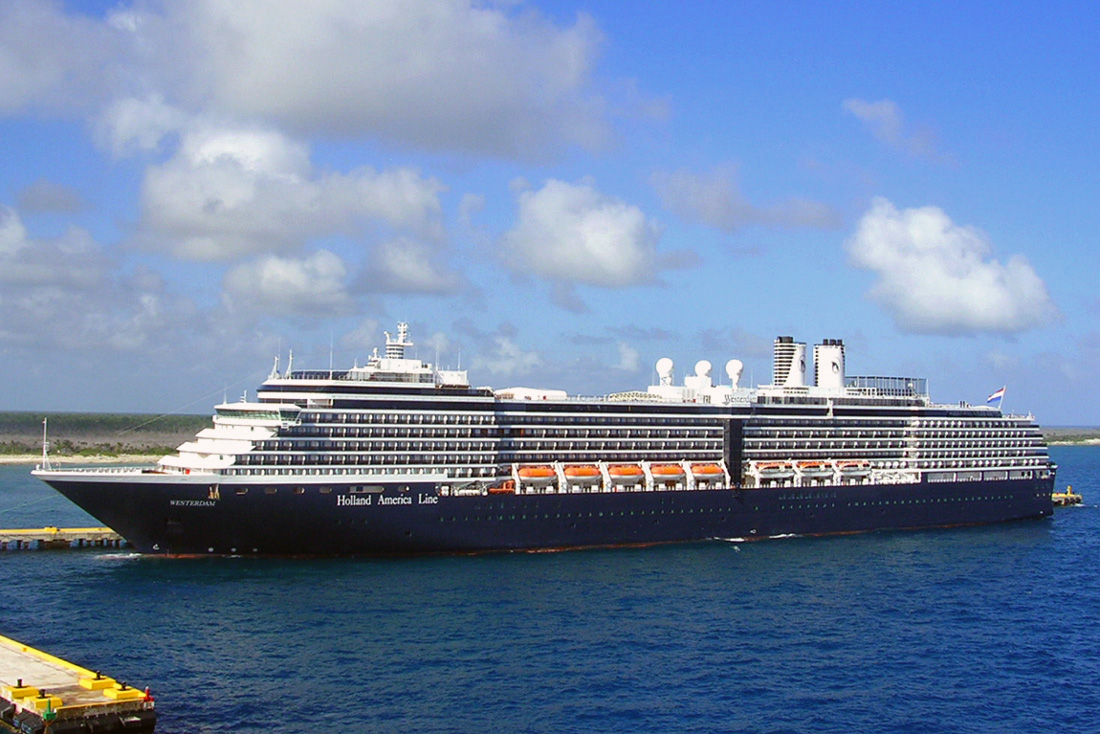
Westerdam (Holland-America Line)
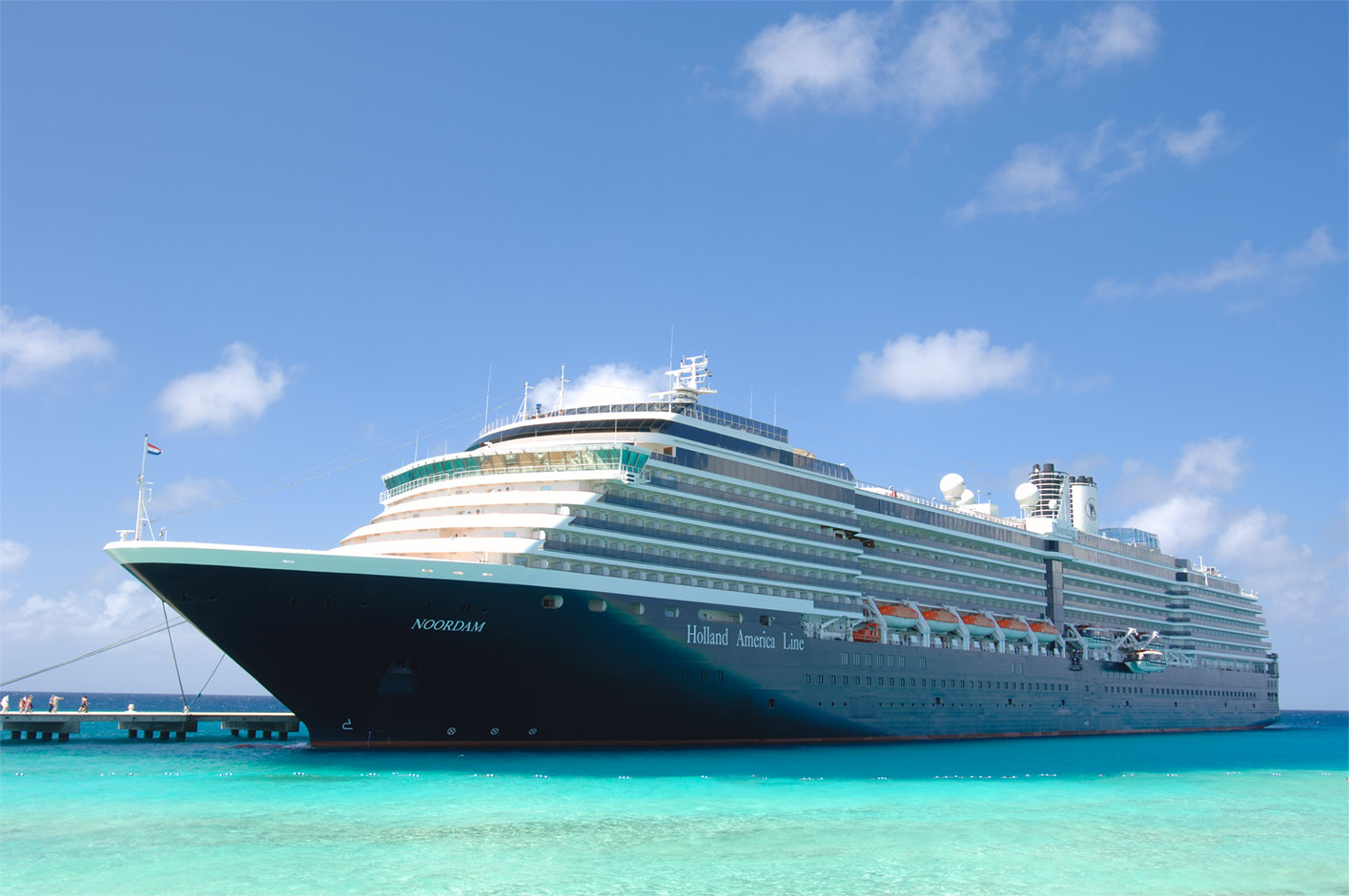
Noordam (Holland-America Line)
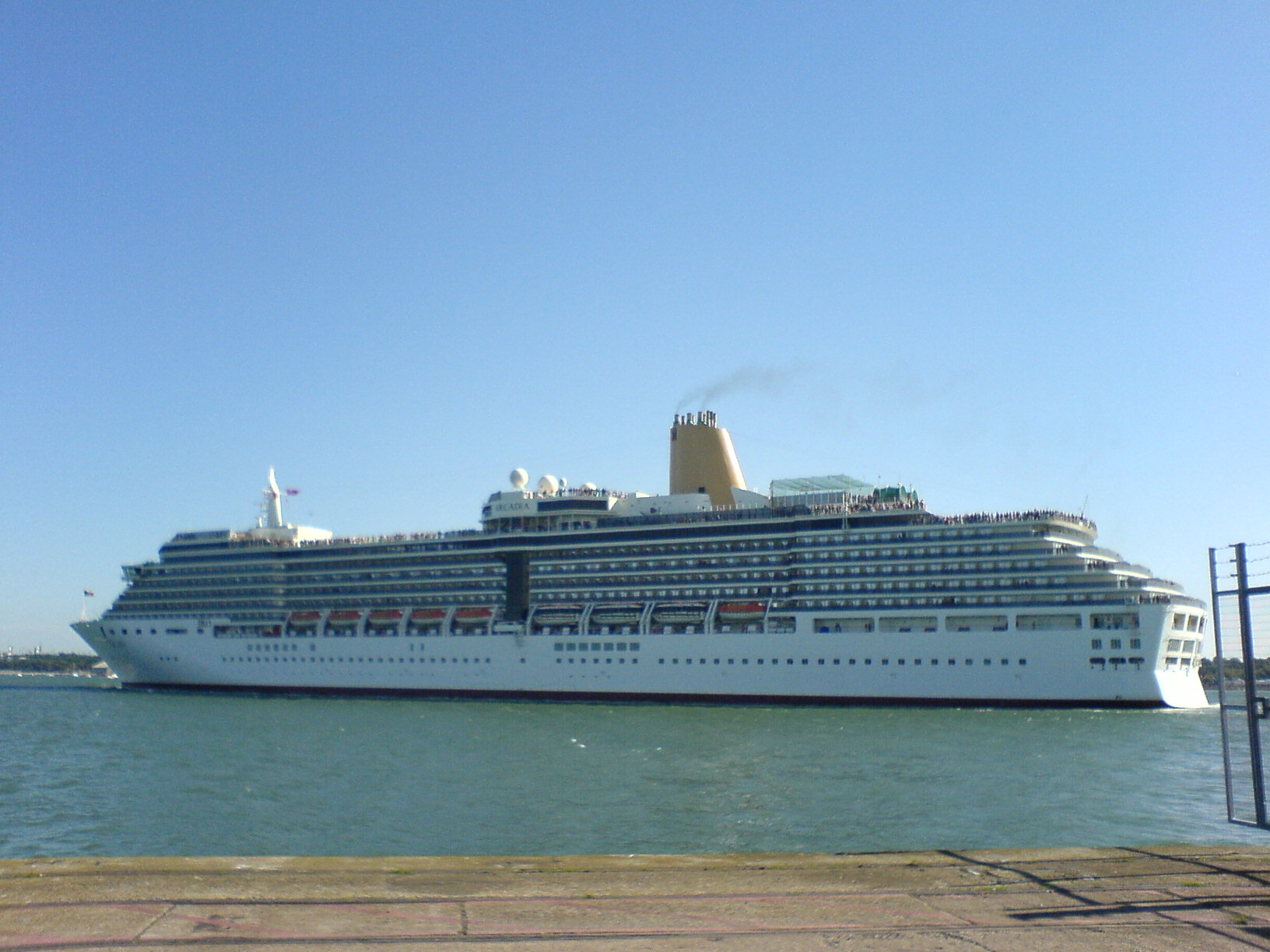
Arcadia (P&O Cruises)
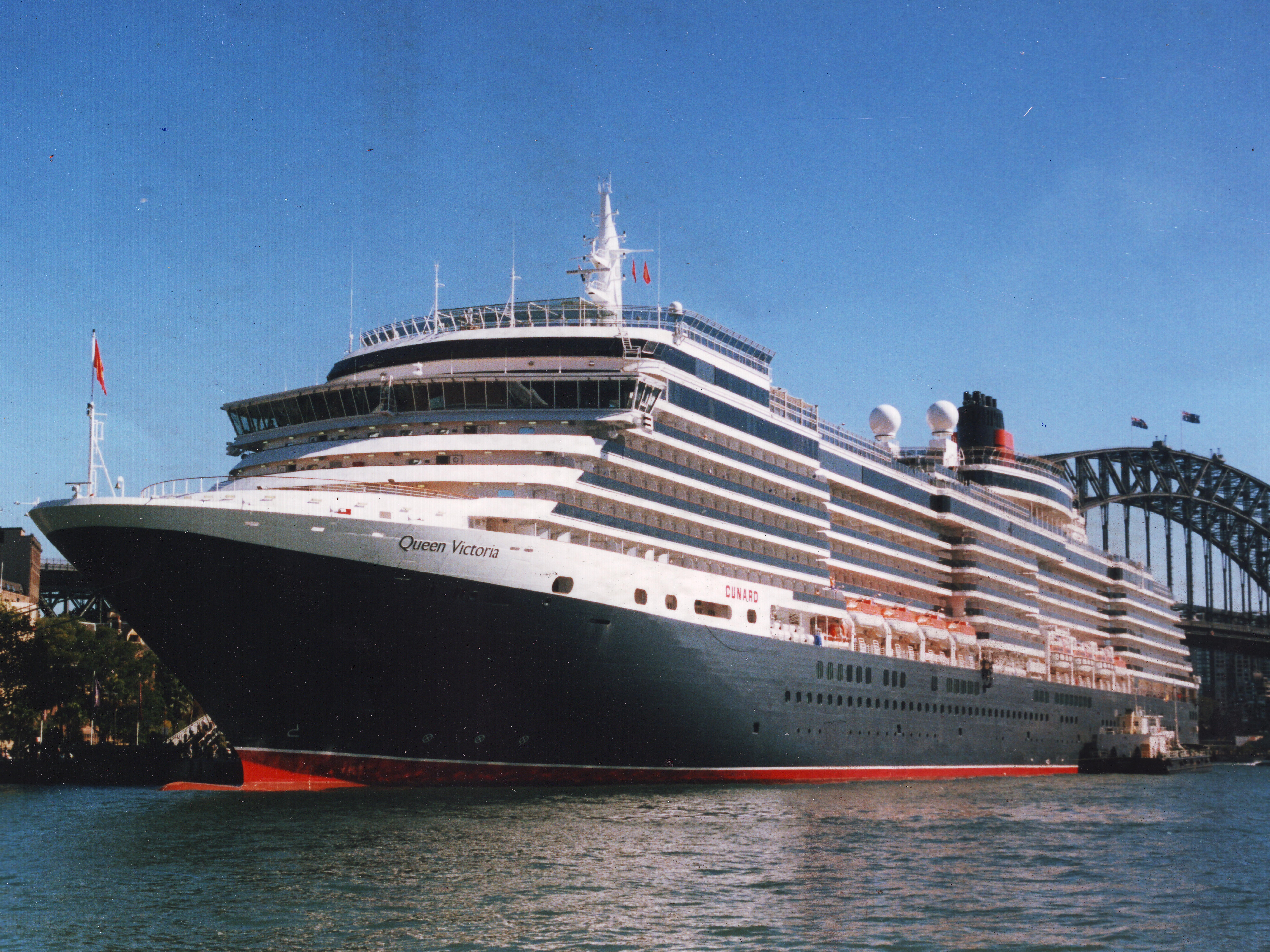
Queen Victoria (Cunard Line)
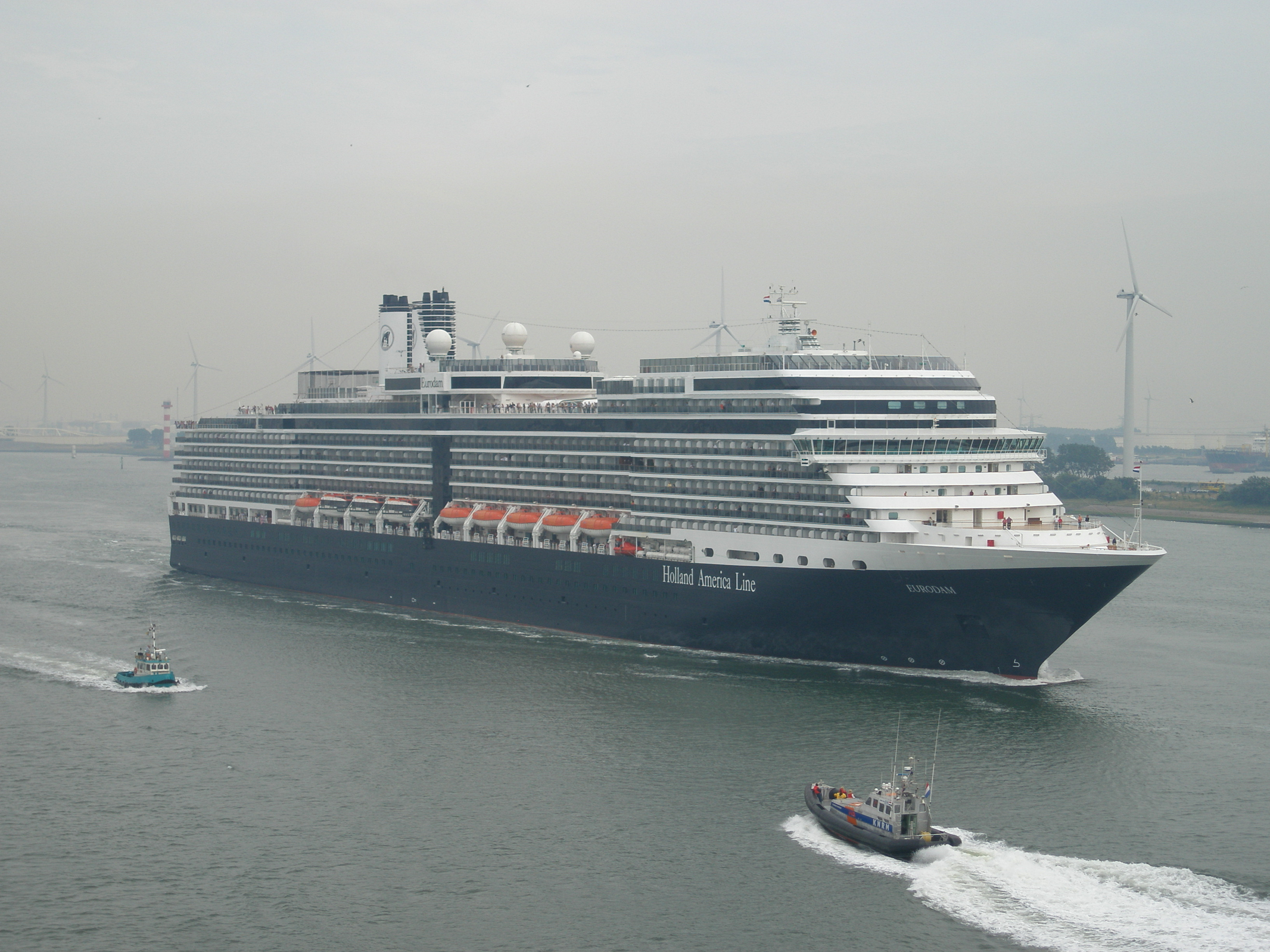
Eurodam (Holland-America Line)
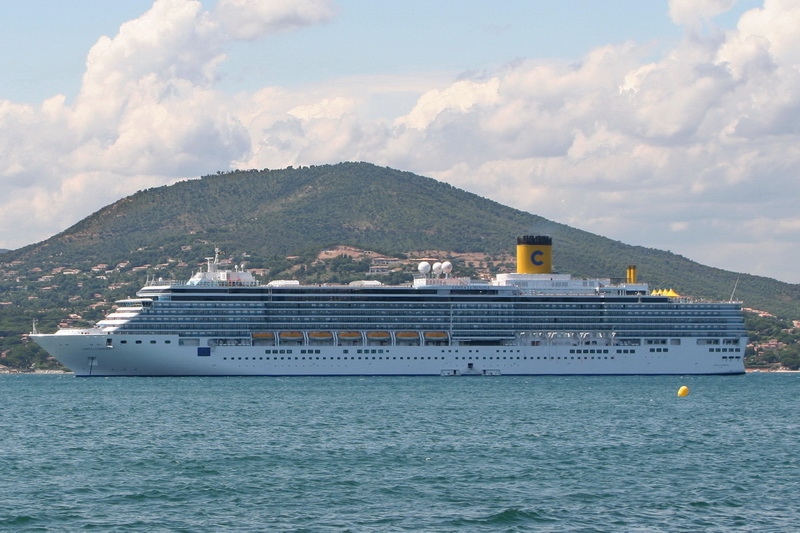
Costa Luminosa (Costa Crociere)
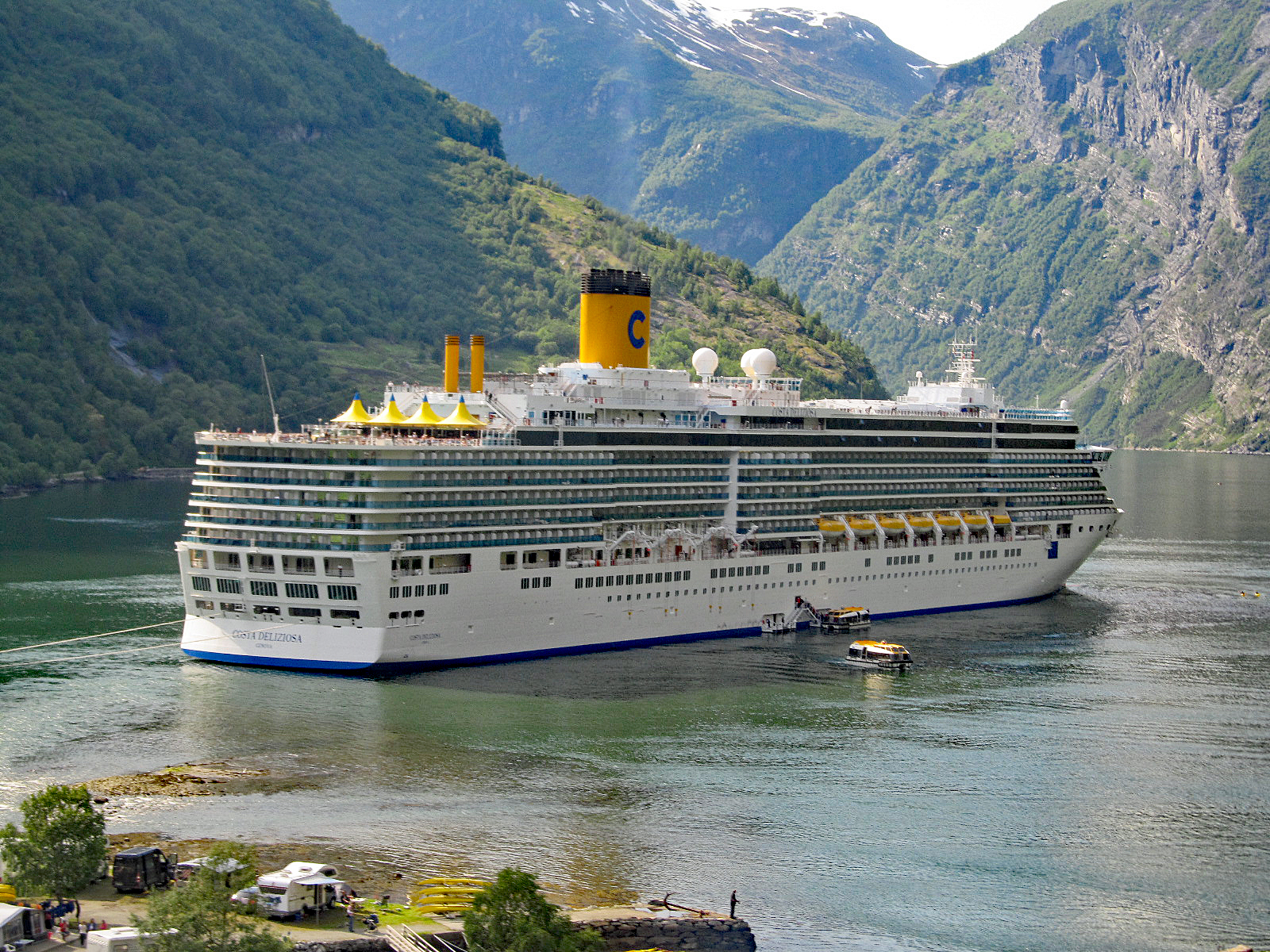
Costa Deliziosa (Costa Crociere)
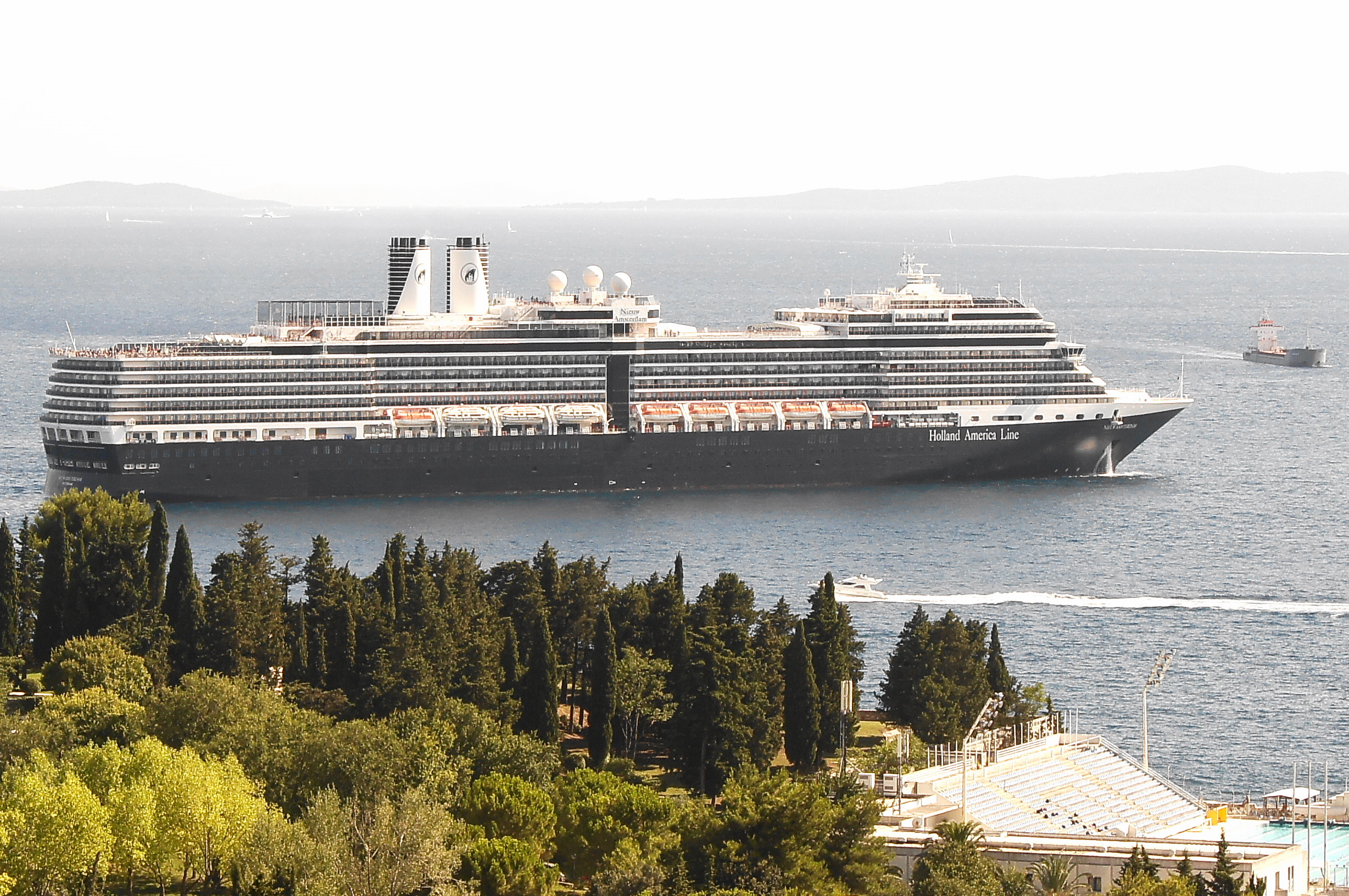
Nieuw Amsterdam (Holland-America Line)
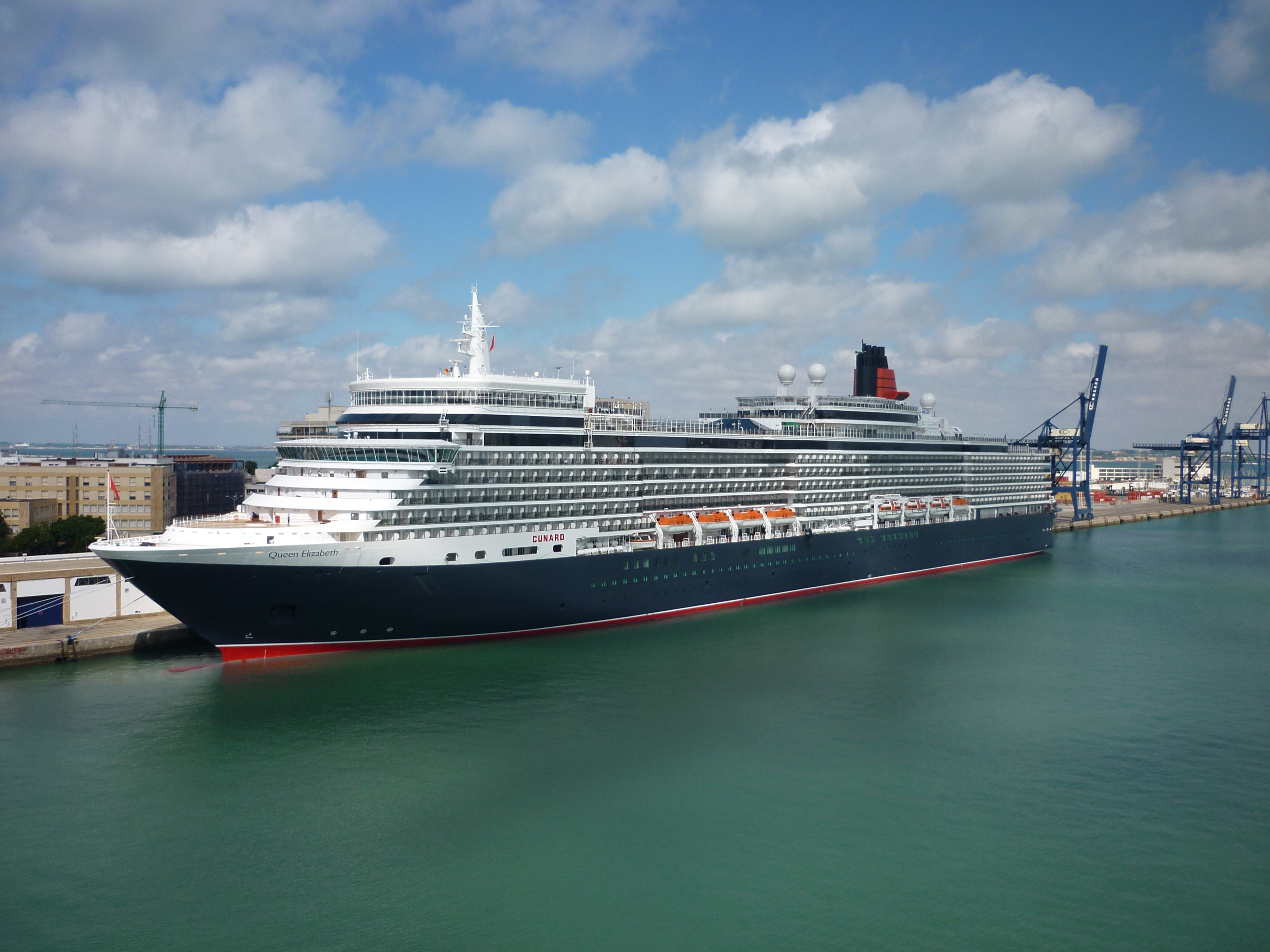
Queen Elizabeth (Cunard Line)